# 奇峻山
奇峻山（1918年—1998年），又名巴音扎布，蒙古名孛儿只斤·巴音扎布，蒙古族，内蒙古土默特左旗善岱镇保同河村人。曾任兴安盟盟长、呼伦贝尔盟盟长、中共呼伦贝尔盟盟委书记，内蒙古自治区林业厅厅长、内蒙古自治区人大常委会副主任。

## 生平
1939年春，中共土默特蒙旗工委贾力更、奎璧到保同河村动员蒙古族青年赴延安学习，奇峻山等21名蒙古族青年在张禄带队下到延安。奇峻山入陕北公学学习。1940年3月加入中国共产党。
抗战胜利后，奇峻山接管毕克齐镇。1945年11月26日，内蒙古自治运动联合会在张家口成立，联合会派遣奇峻山、潮洛濛等人前往锡林郭勒盟开展自治运动，成立盟、旗分会、支会，奇峻山任内蒙古自治运动联合会锡林郭勒盟分会主任。1946年任中共锡林郭勒盟工委书记。
中华人民共和国成立后，历任兴安盟副盟长、盟长，内蒙古自治区东部区行政公署财政厅厅长、呼伦贝尔盟盟长，中共呼伦贝尔盟委书记兼呼伦贝尔军分区政委，内蒙古林业厅厅长兼党组书记，呼盟盟委书记。文革后，任内蒙古自治区五届人大常委会副主任，中共内蒙古自治区顾问委员会常委、副主任。